# Cámara de Representantes de Costa Rica

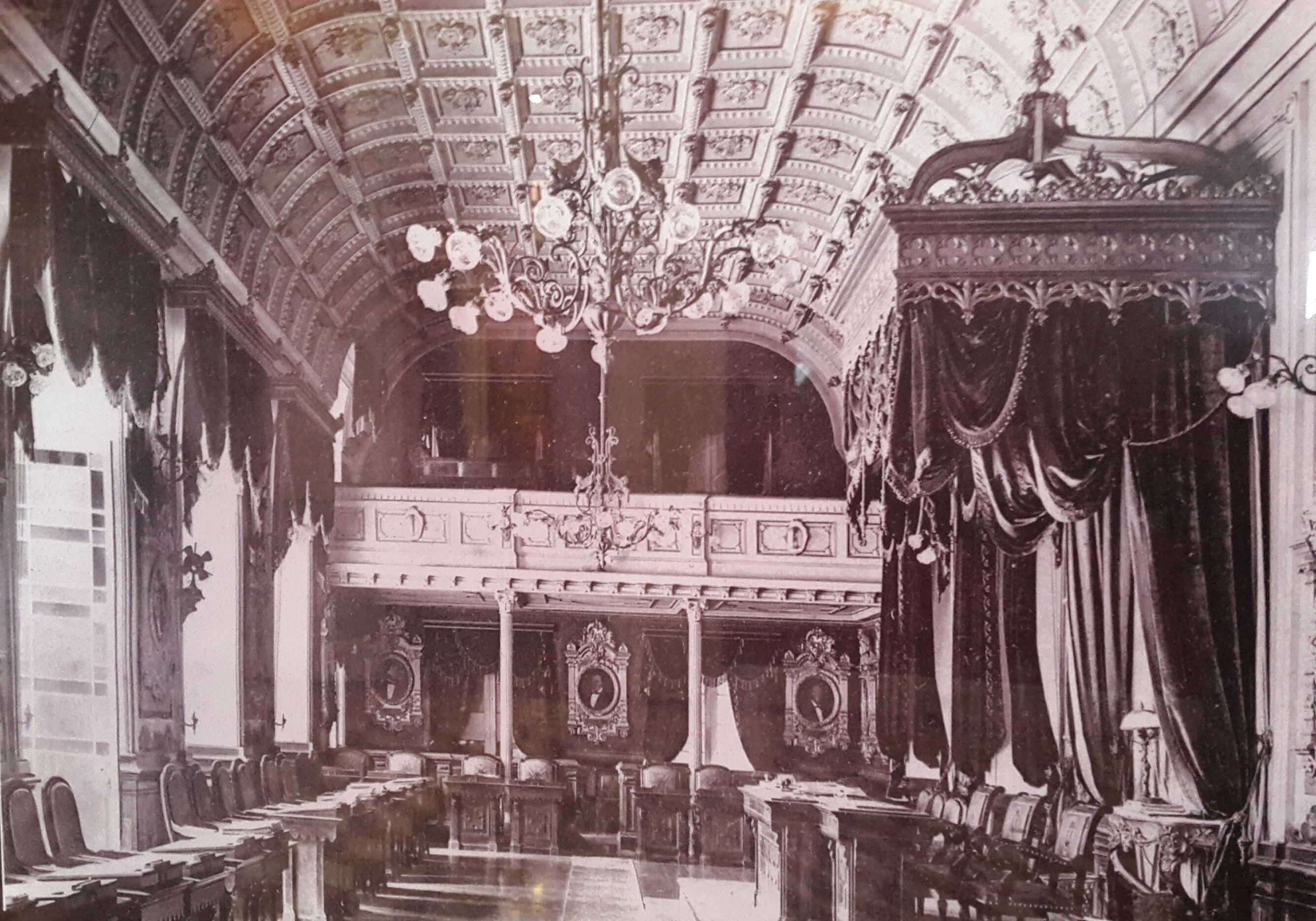
Interior del Palacio Nacional donde sesionaba el Congreso.

A lo largo de su historia republicana, Costa Rica ha tenido en cuatro ocasiones un parlamento bicameral; durante el imperio de las constituciones de 1844, 1859, 1869 y 1917, si bien sus constituciones de más larga duración, la de 1871 y la de 1949, ambas establecen sistemas unicamerales, como lo es la actual Asamblea Legislativa de Costa Rica. En estos sistemas existió siempre una cámara baja cuyos miembros eran electos de manera proporcional según la población de las provincias que representaban.

## Cámara de Representantes (1844-1847)
La Constitución Política del Estado Libre y Soberano de Costa Rica de 1844 prescribe expresamente un Congreso conformado por una Cámara de Representantes y una Cámara de Senadores. Esto sería abolido en la Constitución de 1847.

## Cámara de Representantes (1859-1871)
La Constitución de 1859 nuevamente vuelva a reintroducir el congreso bicameral con una Cámara de Representantes y otra de Senadores cuyas potestades se describen en el artículo 90. La Constitución de 1869 mantiene la figura de la Cámara de Representantes separada del Senado en su artículo 88. Sería abolida en la Constitución de 1871 en que el Parlamento vuelve a ser unicameral. 

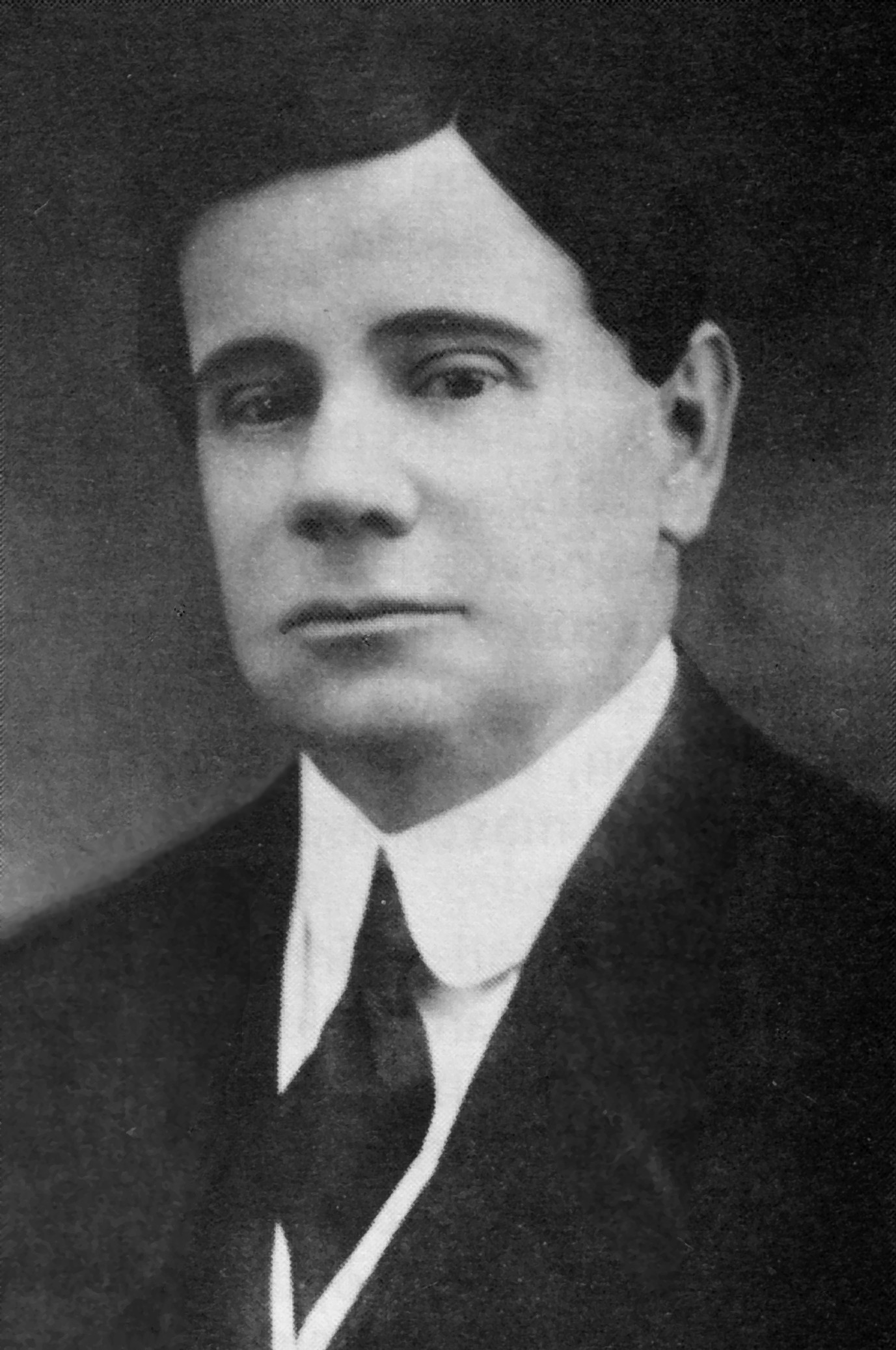
Durante el breve régimen de Federico Alberto Tinoco Granados se restauró el sistema bicameral y se creó la Cámara de Diputados.

## Cámara de Diputados (1917-1919)
La Cámara de Diputados de Costa Rica fue la cámara baja del Poder Legislativo prescrito por la Constitución de 1917. La existencia de la misma duró solo dos años ya que dicho cuerpo constituyente fue abolido tras el derrocamiento de Federico Tinoco en 1919 y se restableció la Constitución de 1871 que establecía un Congreso unicameral.
La Cámara estaba conformada por diputados de elección popular electos por cada provincia a razón de un diputado propietario por cada quince mil habitantes o por fracción mayor a siete mil quinientos, más un diputado suplente por cada tres propietarios y un senador por cada tres diputados.
Los requisitos para ser diputado incluían ser costarricense de nacimiento o por naturalización con más de diez años de nacionalizado, ser mayor de 25 años (44 para ser senador), saber leer y escribir y poseer propiedades de un valor no menor a tres mil colones o un ingreso anual no menor a mil. Además no podían ser diputados el Presidente o Vicepresidentes, los ministros, los magistrados o las autoridades locales. El período duraba seis años con reelección indefinida y se hubiera renovado la mitad de la Cámara por sorteo a los tres (de no ser porque el período de la Cámara no duró tanto). El Senado tenía preeminencia sobre la Cámara de Diputados y de hecho la Constitución establecía que en caso de que alguien fuera electo diputado y senador debía escoger ser senador y mientras que un senador podía ser diputado, un diputado no podía ser senador.
Según Eduardo Oconitrillo García, una vez finalizada la Asamblea Constitucional de 1917, y siendo que aún no se habían realizado las elecciones senatoriales y diputadiles que estaban planeadas para 1919, los diputados constituyentes se dividieron de manera tal que los 14 más viejos instauraron provisionalmente el Senado y los 29 más jóvenes la Cámara.

### Presidentes de laCámara de Diputados de Costa Rica
Durante el breve lapso de dos años en que funcionó la Constitución de 1917 en que se implementó un congreso bicameral, los presidentes de la Cámara de Diputados fueron:
| Presidente | Presidente                  | Periodo   | Partido |
| ---------- | --------------------------- | --------- | ------- |
|            | José Astúa Aguilar          | 1917–1918 | PP      |
|            | Francisco Faerron Gutiérrez | 1918–1919 | PP      |